# Ceresium vulneratum
Ceresium vulneratum là một loài bọ cánh cứng trong họ Cerambycidae.